# Tiền định danh
Tiền định danh hoặc tiền pháp định (tiếng Latinh: fiat, "hãy để cho nó được thực hiện") là một loại tiền tệ không được hỗ trợ bởi bất kỳ loại hàng hóa nào như vàng hoặc bạc. Nó thường được chính phủ chỉ định để đấu thầu hợp pháp. Trong quá khứ, tiền định danh đôi khi được phát hành bởi ngân hàng địa phương và các tổ chức khác. Trong thời hiện đại, tiền định danh thường được phát hành và quản lý theo quy định của chính phủ của một quốc gia, giá trị của tiền pháp định được xác định dựa trên quyết định và đảm bảo của chính phủ.
Tiền định danh nói chung không có giá trị nội tại và giá trị sử dụng. Nó chỉ có giá trị bởi vì những cá nhân sử dụng nó như một đơn vị tài khoản - hoặc, trong thị trường tiền tệ, nó là một phương tiện trao đổi được đồng ý về mặt giá trị. Họ tin tưởng rằng nó sẽ được chấp thuận bởi các thương gia và những người khác.
Tiền định danh là một sự thay thế cho tiền hàng hóa, là một loại tiền tệ có giá trị nội tại vì nó chứa, ví dụ, một kim loại quý như vàng hoặc bạc làm nên đồng xu. Tiền định danh cũng khác với tiền đại diện, đó là tiền có giá trị nội tại vì nó được hỗ trợ và có thể được đổi thành kim loại quý hoặc các hàng hóa khác. Tiền định danh có thể nghe giống tiền đại diện (như hóa đơn giấy), nhưng cái trước không có sự ủng hộ, trong khi cái sau lại đại diện cho một hợp đồng hàng hóa (có thể được mua lại ở mức độ cao hơn hoặc thấp hơn).
Tiền giấy định danh do chính phủ phát hành đã được sử dụng lần đầu tiên vào thế kỷ 11 ở Trung Quốc. Tiền định danh bắt đầu chiếm ưu thế trong thế kỷ 20. Kể từ khi Tổng thống Richard Nixon quyết định đình chỉ việc chuyển đổi đô la Mỹ sang vàng vào năm 1971, một hệ thống tiền định danh quốc gia đã được sử dụng phổ biến hơn trên toàn thế giới.
Tiền định danh có thể là:
- Bất cứ khoản tiền nào mà không được hàng hóa hỗ trợ
- Tiền được một người, một tổ chức hoặc một chính phủ tuyên bố là tiền hợp pháp, có nghĩa là tiền đó phải được chấp nhận để thanh toán một khoản nợ nào đó trong những trường hợp cụ thể.
- Tiền do nhà nước phát hành không thể chuyển đổi thông qua ngân hàng trung ương thành bất cứ thứ gì khác cũng như không cố định về giá trị theo bất kỳ tiêu chuẩn khách quan nào.
- Tiền được sử dụng theo nghị định của chính phủ.
- Một vật không có giá trị được dùng làm phương tiện trao đổi (còn được gọi là tiền ủy thác).

Thuật ngữ tiền định danh được bắt nguồn từ tiếng Latinh “fiat”, có nghĩa là “hãy để nó được thực hiện” được sử dụng khi có mệnh lệnh, sắc lệnh hoặc nghị quyết.

## Đối với kinh tế học
Trong kinh tế học tiền tệ, tiền định danh là một vật hoặc hồ sơ được chấp nhận rộng rãi như một phương tiện thanh toán. Các lý thuyết hiện đại về tiền cố gắng giải thích rằng giá trị của tiền định danh lớn hơn giá trị hàm lượng kim loại của nó. Điều này trái ngược với các lý thuyết tiền tệ thời Trung cổ cũng như với định giá tiền xu như một loại hàng hóa của mô hình Arrow-Debreu.
Một lý do cho tiền định danh đến từ một mô hình vi mô. Trong hầu hết các mô hình kinh tế, các đại lý thường cảm thấy hạnh phúc hơn khi họ có nhiều tiền hơn. Trong một mô hình của Lagos và Wright, tiền định danh không có giá trị nội tại nhưng các đại lý nhận được nhiều hàng hóa hơn họ muốn khi họ giao dịch (giả sử tiền định danh có giá trị). Giá trị của tiền định danh được tạo ra trong nội bộ cộng đồng và ở trạng thái cân bằng, nó có thể thực hiện các giao dịch không khả thi khác.
Một mô hình toán học khác giải thích giá trị của tiền định danh xuất phát từ lý thuyết trò chơi. Trong một trò chơi mà các doanh nghiệp sản xuất và giao dịch hàng hóa, có thể có nhiều điểm cân bằng Nash nơi mà các doanh nghiệp ổn định hoạt động của họ. Trong một mô hình của Kiyotaki và Wright, một hàng hóa không có giá trị nội tại có thể có giá trị trong quá trình giao dịch một (hoặc nhiều) điểm cân bằng Nash.

## Lịch sử

### Trung Quốc
Trung Quốc có lịch sử lâu đời về tiền giấy, bắt đầu từ thế kỷ thứ 7 sau Công nguyên. Trong suốt thế kỷ thứ 11, chính phủ đã thiết lập quyền phát hành độc quyền của tiền giấy, và vào khoảng cuối thế kỷ 12, việc chuyển đổi đó đã bị đình chỉ. Việc sử dụng loại tiền này đã trở nên phổ biến trong các triều đại nhà Nguyên và nhà Minh tiếp theo.
Triều đại nhà Tống ở Trung Quốc là triều đại đầu tiên phát hành ra tiền giấy jiaozi vào khoảng thế kỷ thứ 10. Mặc dù tiền giấy được định giá theo một tỷ giá nhất định đối với vàng, bạc hoặc lụa, nhưng trên thực tế nó không bao giờ được phép trao đổi. Tiền giấy lúc đầu được đổi sau mỗi ba năm sử dụng và thay thế bằng tờ tiền mới với phí dịch vụ 3%, nhưng, vì nhiều tờ tiền được in ra mà không có cái nào bị loại bỏ, nên tình trạng lạm phát đã xuất hiện. Chính phủ đã thực hiện một số nỗ lực để duy trì giá trị của tiền giấy bằng cách thu thuế một phần tiền tệ và đưa ra những đạo luật mới, nhưng những thiệt hại đã xảy ra rồi nên các tờ tiền dần trở nên thất sủng.
Nhà Nguyên kế vị là triều đại đầu tiên của Trung Quốc sử dụng tiền giấy làm phương tiện lưu thông chủ yếu. Người sáng lập ra nhà Nguyên, Hốt Tất Liệt, đã phát hành tiền giấy gọi là Jiaochao. Các tờ tiền ban đầu của nhà Nguyên bị hạn chế về diện tích và thời gian tồn tại như ở thời nhà Tống.
Trong thế kỷ 13, Marco Polo đã mô tả tiền định danh của nhà Nguyên trong cuốn sách “Những chuyến đi của Marco Polo” như sau:
Tất cả những tờ tiền giấy này được phát hành với sự trang trọng và uy quyền như thể chúng được làm bằng vàng hoặc bạc nguyên chất ... nhưng thực chất mọi người đều có thể có chúng một cách dễ dàng, vì bất cứ ai có thể đi khắp các khu thống trị của Kaan Đại đế và tìm thấy những tờ tiền này, sau đó sẽ dùng nó để giao dịch mua bán hàng hóa  như khi chúng là đồng tiền vàng nguyên chất.
                             - Marco Polo, Những chuyến đi của Marco Polo.

### Châu Âu
Washington Irving đã ghi lại việc người Tây Ban Nha cần sử dụng tiền giấy để bao vây trong Cuộc chinh phạt Granada (1482–1492). Vào năm 1661, Johan Palmstruch đã phát hành loại tiền giấy đầu tiên ở phương Tây, theo hiến chương hoàng gia của Vương quốc Thụy Điển, thông qua một tổ chức mới, Ngân hàng Stockholm. Mặc dù loại tiền giấy tư nhân này là một thất bại rất lớn, nhưng cuối cùng quốc hội Thụy Điển đã nắm được quyền kiểm soát việc phát hành tiền giấy ở nước này. Đến năm 1745, tiền giấy không thể phân biệt được, nhưng sự chấp nhận này là do chính phủ ủy nhiệm. Tiền định danh trở nên mất giá nhanh chóng đến nỗi đến năm 1776, nó đã trở lại thành tiêu chuẩn bạc. Tiền định danh còn có những sự xuất hiện khác ở thế kỷ 17 và được giới thiệu bởi Ngân hàng Amsterdam vào năm 1683.

### Tân Pháp 1685–1770
Tân Pháp ở thế kỷ 17, nay là một phần của Canada, có phương tiện trao đổi được chấp nhận rộng rãi là lông hải ly. Khi thuộc địa được mở rộng, tiền xu đã sử dụng rộng rãi hơn, nhưng thường thiếu tiền xu của Pháp. Năm 1685, chính quyền thuộc địa ở Tân Pháp đã nhận thấy sự thiếu tiền trầm trọng. Một cuộc thám hiểm quân sự chống lại người Iroquois đã diễn ra tồi tệ và nguồn thu từ thuế bị giảm xuống, làm giảm nguồn dự trữ tiền của chính phủ. Thông thường, khi thiếu tiền, chính phủ sẽ chỉ cần trì hoãn việc thanh toán cho các thương gia để mua hàng, nhưng sẽ không an toàn nếu trì hoãn việc thanh toán cho binh lính do nguy cơ nổi loạn.
Jacques de Meulles, Bộ trưởng bộ Tài chính, đã đưa ra một giải pháp đặc biệt khéo léo - tạm thời phát hành tiền giấy để trả cho binh lính, dưới hình thức chơi bài. Ông thu thập tất cả các thẻ chơi trong thuộc địa, cắt chúng thành nhiều mảnh, viết mệnh giá trên quân bài, ký tên và phát cho binh lính thay cho vàng và bạc. Do tình trạng thiếu tiền thường xuyên ở các thuộc địa, những tấm thẻ này đã được những thương gia và công chúng chấp nhận một cách dễ dàng và được lưu hành tự do theo mệnh giá. Nó hoàn toàn chỉ là một công cụ tạm thời, và phải đến nhiều năm sau đó, vai trò của nó như một phương tiện trao đổi mới được công nhận. Lần phát hành đầu tiên của việc chơi bài ăn tiền diễn ra vào tháng 6 năm 1685 và được thay đổi ba tháng sau đó. Tuy nhiên, tình trạng khan hiếm tiền đúc lại bùng phát và nhiều vấn đề về tiền thẻ đã xảy ra. Do sự chấp nhận rộng rãi của dân chúng và sự thiếu hụt tiền nói chung ở thuộc địa, nhiều thẻ chơi không được mua lại nhưng vẫn tiếp tục được lưu hành, đóng vai trò thay thế hữu ích cho những đồng tiền vàng và bạc khan hiếm từ Pháp. Cuối cùng, Thống đốc Tân Pháp đã thừa nhận vai trò hữu ích của chúng như một phương tiện trao đổi.
Khi tài chính của chính phủ Pháp suy giảm vì các cuộc chiến tranh ở châu Âu, hỗ trợ tài chính cho các thuộc địa dần bị suy giảm, vì vậy chính quyền thuộc địa ở Canada ngày càng phụ thuộc nhiều hơn vào tiền thẻ. Đến năm 1757, chính phủ đã ngừng tất cả các khoản thanh toán bằng tiền xu và thay vào đó, các thanh toán được thực hiện bằng tiền giấy. Trong một ứng dụng của Định luật Gresham - tiền xấu tạo ra điều tốt - mọi người tích trữ vàng và bạc, và thay vào đó sử dụng tiền giấy. Các chi phí của cuộc Chiến tranh Bảy năm đã dẫn đến lạm phát nhanh chóng ở Tân Pháp. Sau cuộc chinh phục của người Anh vào năm 1760, tiền giấy trở nên gần như vô giá trị, nhưng hoạt động kinh doanh vẫn chưa kết thúc vì vàng và bạc tích trữ đã quay trở lại lưu thông. Theo Hiệp ước Paris (1763), chính phủ Pháp đồng ý chuyển đổi số tiền thẻ chưa thanh toán thành tiền ghi nợ, nhưng điều này đồng nghĩa với việc chính phủ Pháp đã phá sản, những trái phiếu này bị vỡ nợ và đến năm 1771, chúng trở nên vô giá trị.
Xưởng đúc tiền Hoàng gia Canada vẫn phát hành tiền đánh bài để kỷ niệm lịch sử của nó, nhưng nó gồm 92.5% bạc và dát vàng ở các cạnh. Do đó, nó có giá trị nội tại vượt đáng kể giá trị định danh. Ngân hàng Canada và các nhà kinh tế Canada thường sử dụng hình thức tiền giấy ban đầu này để minh họa bản chất thực sự của tiền đối với người dân Canada.

### Thế kỷ 18 và 19
Một dạng tiền định danh ban đầu ở Thuộc địa Hoa Kỳ là "tín phiếu." Chính quyền các tỉnh đã sản xuất tiền định danh, với lời hứa cho phép người dân sở hữu nộp thuế bằng những tờ tiền đó. Các tờ tiền được phát hành để thanh toán các nghĩa vụ hiện tại và có thể được sử dụng cho các khoản thuế phải nộp sau này. Vì tiền giấy được tính theo đơn vị địa phương, nên chúng được luân chuyển từ người này sang người khác trong các giao dịch phi thuế. Những loại tiền giấy này được phát hành đặc biệt ở Pennsylvania, Virginia và Massachusetts. Số tiền như vậy được bán với giá chiết khấu bằng bạc, sau đó chính phủ sẽ chi tiêu và sẽ hết hạn vào một ngày cố định sau đó.
Các tín phiếu tín dụng này đã gây ra một số tranh cãi ngay từ khi chúng ra đời. Những người muốn nhấn mạnh sự nguy hiểm của lạm phát đã đề cập đến các thuộc địa nơi tín phiếu giảm giá nghiêm trọng nhất: New England và Carolinas. Những người muốn bảo vệ việc sử dụng tín dụng ở các thuộc địa đã nhấn mạnh đến các thuộc địa trung lưu, nơi thực tế không tồn tại lạm phát.
Các thuộc địa quyền lực đã giới thiệu các loại tiền định danh được hỗ trợ bởi thuế (ví dụ: thuế lều hoặc thuế thăm dò ý kiến) để huy động các nguồn lực kinh tế trong tài sản mới của họ, ít nhất là một thỏa thuận chuyển tiếp. Mục đích của các loại thuế này là để phục vụ thuế tài sản. Chu kỳ lặp lại của tiền cứng giảm phát, sau đó là tiền giấy lạm phát tiếp tục diễn ra trong phần lớn thế kỷ 18 và 19. Thông thường, các quốc gia sẽ có tiền tệ kép, với việc giao dịch trên giấy với mức chiết khấu so với tiền đại diện.
Ví dụ bao gồm các bộ luật "Lục địa" do Quốc hội Hoa Kỳ ban hành trước khi có Hiến pháp Hoa Kỳ; giấy so với đồng vàng ở Vienna thời Napoléon, nơi giấy thường được giao dịch ở tỷ lệ 100: 1 so với vàng; Bong bóng Biển Nam, sản xuất tiền giấy không đủ để dự trữ; và kế hoạch Công ty Mississippi của John Law
Trong cuộc Nội chiến Hoa Kỳ, Chính phủ Liên bang đã phát hành Tiền giấy Mỹ, một dạng tiền định danh giấy được gọi phổ biến là 'đồng bạc xanh'. Vấn đề của họ đã bị Quốc hội giới hạn ở mức hơn 340 triệu đô la. Trong những năm 1870, việc rút tiền giấy khỏi lưu thông đã bị Đảng Đồng bạc xanh Hoa Kỳ phản đối. Nó được gọi là 'tiền định danh' trong một đại hội đảng năm 1878.

### Thế kỷ 20
Sau Chiến tranh thế giới thứ nhất, các chính phủ và ngân hàng nói chung vẫn hứa sẽ chuyển đổi tiền giấy và tiền xu thành hàng hóa danh nghĩa (mua lại bằng vật phẩm, điển hình là vàng) theo yêu cầu. Tuy nhiên, chi phí chiến tranh và các khoản sửa chữa cần thiết cũng như tăng trưởng kinh tế dựa trên việc vay nợ của chính phủ sau đó đã khiến các chính phủ đình chỉ việc mua lại chúng. Một số chính phủ đã cẩn thận để tránh vỡ nợ nhưng không cảnh giác với hậu quả của việc trả nợ bằng cách giao tiền mặt mới in không gắn với tiêu chuẩn kim loại cho các chủ nợ của họ, điều này dẫn đến siêu lạm phát - ví dụ như siêu lạm phát ở Cộng hòa Weimar.
Từ năm 1944 đến năm 1971, Bretton Woods đã ấn định giá trị của 35 đô la Mỹ bằng một ounce vàng. Các loại tiền tệ khác được hiệu chỉnh với đô la Mỹ theo tỷ giá cố định. Hoa Kỳ hứa sẽ mua lại đô la bằng vàng được chuyển đến các ngân hàng quốc gia khác. Sự mất cân bằng thương mại được điều chỉnh bằng cách trao đổi dự trữ vàng hoặc bằng các khoản vay từ Quỹ Tiền tệ Quốc tế (IMF).
Hệ thống Bretton Woods đã kết thúc bởi cú sốc Nixon. Đây là một loạt các thay đổi kinh tế của Tổng thống Hoa Kỳ Richard Nixon vào năm 1971, bao gồm việc đơn phương hủy bỏ khả năng chuyển đổi trực tiếp của đồng đô la Hoa Kỳ sang vàng. Kể từ đó, một hệ thống tiền định danh quốc gia đã được sử dụng trên toàn cầu, với tỷ giá thay đổi giữa các đồng tiền chính.

### Tiền đúc kim loại quý
Trong những năm 1960, việc sản xuất đồng xu bạc để lưu thông đã ngừng hoạt động khi mệnh giá của đồng xu nhỏ hơn giá trị kim loại quý mà nó chứa đựng (trong khi nó có giá trị lớn hơn trong lịch sử). Tại Hoa Kỳ, đạo luật đúc tiền năm 1965 đã loại bỏ bạc khỏi lưu hành đồng xu và đồng 25 xu, và hầu hết các quốc gia khác cũng làm như vậy với tiền xu của họ. Đồng xu Canada, chủ yếu làm từ đồng cho đến năm 1996, đã bị loại bỏ hoàn toàn khỏi lưu thông vào mùa thu năm 2012 do chi phí sản xuất và mệnh giá của nó.
Vào năm 2007, Xưởng đúc tiền Hoàng gia Canada đã sản xuất một đồng xu vàng thỏi trị giá một triệu đô la và đã bán được 5 đồng xu trong số đó. Vào năm 2015, số vàng trong đồng tiền trị giá gấp 3,5 lần mệnh giá.

## Sản xuất tiền và điều tiết
Ngân hàng trung ương đưa tiền mới vào nền kinh tế bằng cách mua các tài sản tài chính hoặc cho các tổ chức tài chính vay tiền. Các ngân hàng thương mại sau đó tái triển khai hoặc tái sử dụng lượng tiền cơ sở này bằng cách tạo tín dụng thông qua ngân hàng dự trữ phân đoạn, giúp mở rộng tổng cung "tiền mở rộng" (tiền mặt cộng với tiền gửi không kỳ hạn).
Trong nền kinh tế hiện đại, tương đối ít nguồn cung tiền tệ vật chất. Ví dụ, vào tháng 12 năm 2010 tại Hoa Kỳ, trong số 8.853,4 tỷ USD cung tiền rộng rãi (M2), chỉ có 915,7 tỷ USD (khoảng 10%) bao gồm tiền xu vật chất và tiền giấy. Việc sản xuất tiền vật chất mới thường là trách nhiệm của ngân hàng quốc gia, hoặc đôi khi, là của kho bạc chính phủ.
Ngân hàng Thanh toán Quốc tế đã xuất bản một đánh giá chi tiết về sự phát triển của hệ thống thanh toán ở Nhóm Mười quốc gia (G10) vào năm 1985, phần đầu tiên của chuỗi bài đánh giá đó được gọi là "sách đỏ". Hiện tại, sách đỏ bao gồm các quốc gia tham gia vào Ủy ban Thanh toán và Cơ sở hạ tầng Thị trường (CPMI). Bảng tóm tắt trong sách đỏ về giá trị của tiền giấy và tiền xu đang lưu hành được thể hiện trong bảng dưới đây, nơi đồng nội tệ được quy đổi sang đô la Mỹ theo tỷ giá cuối năm. Giá trị của đồng tiền vật chất này tính theo phần trăm GDP dao động từ tối đa 19,4% ở Nhật Bản đến tối thiểu 1,7% ở Thụy Điển với mức trung bình chung cho tất cả các quốc gia trong bảng là 8,9% (7,9% đối với Hoa Kỳ)
| Quốc gia      | Tỉ đô la | Bình quân đầu người |
| ------------- | -------- | ------------------- |
| Hoa Kỳ        | $1,425   | $4,433              |
| Châu Âu       | $1,210   | $3,571              |
| Nhật Bản      | $857     | $6,739              |
| Ấn Độ         | $251     | $195                |
| Nga           | $117     | $799                |
| Anh Quốc      | $103     | $1,583              |
| Thụy Sĩ       | $76      | $9,213              |
| Hàn Quốc      | $74      | $1,460              |
| Mexico        | $72      | $599                |
| Canada        | $59      | $1,641              |
| Brazil        | $58      | $282                |
| Úc            | $55      | $2,320              |
| Ả Rập         | $53      | $1,708              |
| Hong Kong SAR | $48      | $6,550              |
| Thổ Nhĩ Kỳ    | $36      | $458                |
| Singapore     | $27      | $4,911              |
| Thụy Điển     | $9       | $872                |
| Nam Phi       | $6       | $113                |
| Tổng          | $4,536   | $1,558              |

## Lạm phát
Việc nhiều quốc gia chấp nhận tiền định danh, từ thế kỷ 18 trở đi, đã làm cho nguồn cung tiền có thể thay đổi lớn hơn nhiều. Kể từ đó, nguồn cung tiền giấy gia tăng mạnh mẽ đã xảy ra ở một số quốc gia, tạo ra siêu lạm phát - các đợt lạm phát cực đoan hơn nhiều so với tỷ lệ được quan sát trong các thời kỳ tiền hàng hóa trước đó. Siêu lạm phát ở Cộng hòa Weimar của Đức là một ví dụ đáng chú ý.
Các nhà kinh tế nói chung tin rằng tỷ lệ lạm phát cao và siêu lạm phát là do cung tiền tăng quá mức. Hiện nay, hầu hết các nhà kinh tế ủng hộ một tỷ lệ lạm phát nhỏ và ổn định. Lạm phát nhỏ (trái ngược với 0 hoặc âm) làm giảm mức độ nghiêm trọng của suy thoái kinh tế bằng cách cho phép thị trường lao động điều chỉnh nhanh hơn với suy thoái và giảm nguy cơ mắc bẫy thanh khoản (không muốn cho vay tiền do lãi suất thấp) làm ngăn cản chính sách tiền tệ ổn định nền kinh tế. Tuy nhiên, tăng cung tiền không phải lúc nào cũng làm tăng giá. Thay vào đó, tăng trưởng cung tiền có thể dẫn đến giá cả ổn định hoặc làm giảm giá. Một số nhà kinh tế cho rằng với các điều kiện của bẫy thanh khoản, việc bơm tiền lớn giống như "đẩy dây".
Nhiệm vụ giữ tỷ lệ lạm phát nhỏ và ổn định thường được giao cho các cơ quan quản lý tiền tệ. Nói chung, các cơ quan quản lý tiền tệ này là các ngân hàng quốc gia kiểm soát chính sách tiền tệ bằng cách ấn định lãi suất, bằng hoạt động thị trường mở và bằng cách đặt ra các yêu cầu về dự trữ ngân hàng.

## Mất sự đảm bảo
Một loại tiền tệ định danh mất giá trị lớn nếu chính phủ phát hành hoặc ngân hàng trung ương mất khả năng hoặc từ chối tiếp tục đảm bảo giá trị của nó. Hệ quả thông thường là siêu lạm phát. Một số ví dụ về điều này là đồng đô la Zimbabwe, tiền của Trung Quốc trong năm 1945 và tiền hiệu của Cộng hòa Weimar trong năm 1923. Một ví dụ gần đây hơn là bất ổn tiền tệ ở Venezuela bắt đầu vào năm 2016 trong cuộc khủng hoảng chính trị và kinh tế xã hội đang diễn ra của đất nước.
Nhưng điều này không nhất thiết phải xảy ra, đặc biệt nếu một loại tiền tệ tiếp tục là loại dễ sử dụng nhất; ví dụ, đồng dinar của Iraq trước năm 1990 tiếp tục giữ nguyên giá trị trong Chính quyền Khu vực Kurdistan ngay cả khi tình trạng đấu thầu hợp pháp của nó bị chấm dứt bởi Chính phủ Iraq. 